# جانی رب

تصویر جانی رب بر روی جلد کتابی با همین نام

جانی رِب (به انگلیسی: Johnny Reb) یا جانی رِبِل (به انگلیسی: Johnny Rebel) نماد تجسم‌بخشی به ایالت‌های جنوبی آمریکاست. قسمت دوم نام او (رب یا ربل) از Rebellion به معنای شورش گرفته شده‌است. میهن‌دوستان آمریکایی از جانی رب و همتای شمالی‌اش، بیلی یانک، به عنوان نماد طرفین درگیر در جنگ داخلی آمریکا در دههٔ ۱۸۶۰ استفاده می‌کنند.
جانی رب اغلب با یونیفرم چرمی خاکستری‌رنگی که پرچم مؤتلفه بر روی آن نصب شده، به تصویر کشیده می‌شود.